# Hälsinglands södra kontrakt
Hälsinglands södra kontrakt är ett kontrakt i Uppsala stift inom Svenska kyrkan. 
Kontraktskoden är 0113.

## Administrativ historik
Kontraktet bildades 2005 genom sammanläggning av församlingarna från 
Ala kontrakt med
- Mo församling som 2006 uppgick i Mo-Bergviks församling
- Söderala församling
- Ljusne församling
- Bergviks församling som 2006 uppgick i Mo-Bergviks församling
- Söderhamns församling som 2018 uppgick i Söderhamn-Sandarne församling
- Sandarne församling som 2018 uppgick i Söderhamn-Sandarne församling
- Norrala församling som 2013 uppgick i Norrala-Trönö församling
- Trönö församling som 2013 uppgick i Norrala-Trönö församling
- Skogs församling

Voxnans kontrakt med
- Bollnäs församling
- Alfta församling som 2012 uppgick i Alfta-Ovanåkers församling
- Arbrå-Undersviks församling
- Ovanåkers församling som 2012 uppgick i Alfta-Ovanåkers församling
- Rengsjö församling
- Segersta församling som 2006 uppgick i Hanebo-Segersta församling
- Hanebo församling som 2006 uppgick i Hanebo-Segersta församling